# Central Japan Railway Company
Central Japan Railway Company (яп. 東海旅客鉄道株式会社 Tōkai Ryokaku Tetsudō Kabushiki-gaisha) (TYO: 9022) главная железнодорожная компания действующая в Тюбу (Нагоя) регионе центральной Японии. Официальное сокращение на английском языке JR Central, а на японском языке JR Tōkai (яп. JR東海).

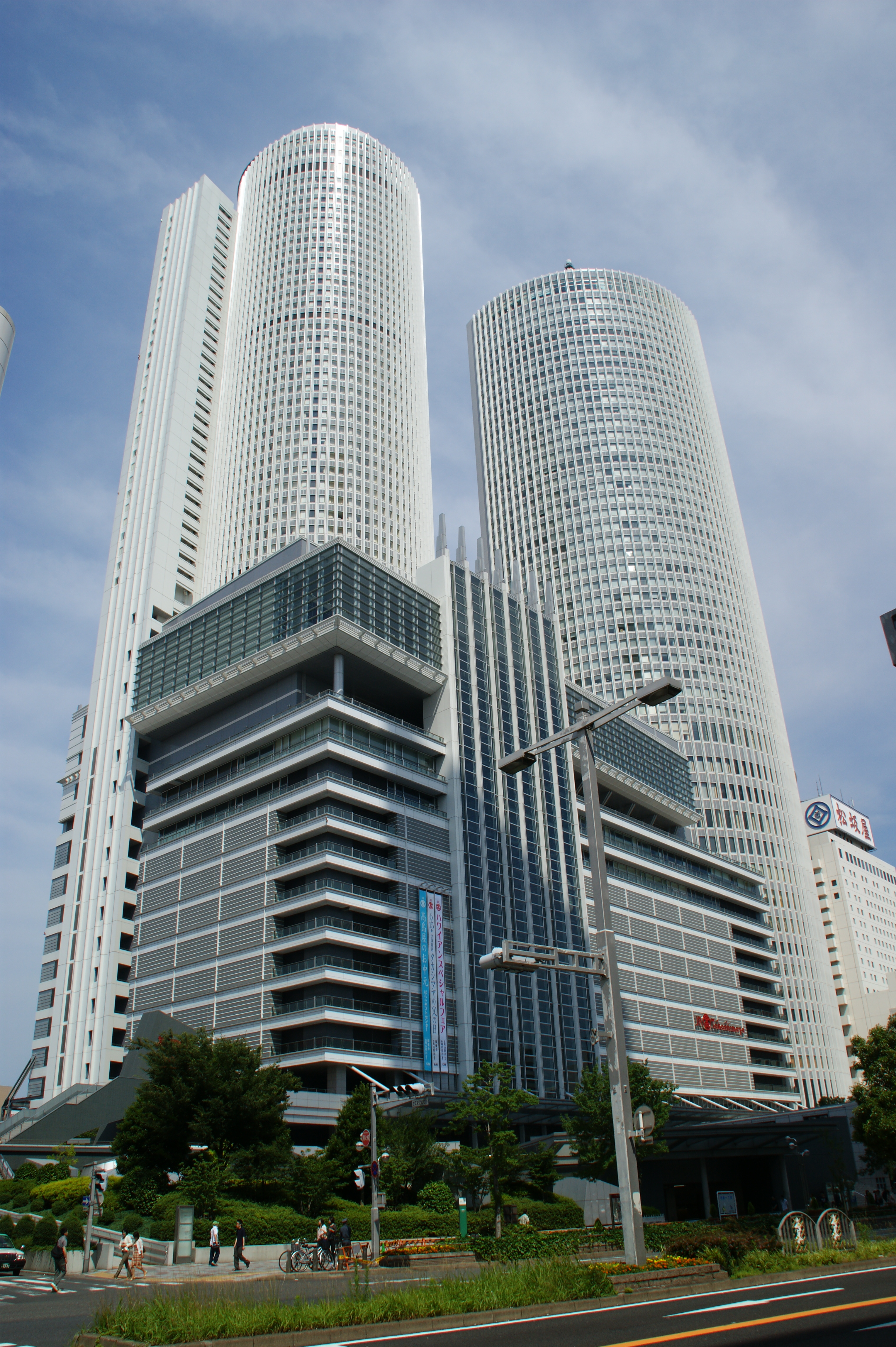
Штаб-квартира компании JR Central, расположенная в небоскрёбе JR Central Towers, который является частью станции Нагоя, в связи с чем она является самой большой железнодорожной станцией по площади в мире (если считать по суммарной площади всех помещений — 446 000 м²).

JR Central была создана 1 апреля 1987 года. Штаб-квартира компании находится на станции Нагоя. Самой загруженной линией, которая находится под управлением этой компании, является Линия Токайдо, от станции Атами и до станции Майбара. JR Central также ведёт управление на линии Токайдо-синкансэн на участке от станции Токио и до станции Син-Осака. Также дополнительно несёт ответственность за линию Тюо-синкансэн — обслуживаемую поездами Маглев от станции Токио (или станции Синагава) и до станции Осака (или станции Син-Осака), между которыми построен короткий демонстрационный участок.
В апреле 2015 года JR Central установила новый мировой рекорд скорости, разогнав свой новый сверхскоростной экспресс на магнитной подушке Maglev L0 до скорости 590 километров в час (предыдущий рекорд скорости в 581 километров в час был установлен в 2003 году).

## Линии

Зона ответственности JR Central показана оранжевой

### Синкансэн
- Токайдо-синкансэн: Токио—Син-Осака, 552.6 км (515.4 км)

### Обычные линии
- Центральная линия Токайдо: Атами — Майбара, 341.3 км
- Ответвление линии Токайдо: Огаки — Мино-Акасака, 5.0 км. Ветка на карьер.
- Западная линия Тюю: Сиодзири — Нагоя, 174.8 км
- Линия Готемба: Козу — Нюмазу, 60.2 км
- Линия Минобу: Фудзи — Кофу, 88.4 км
- Линия Лида: Тойонаши — Татсуно, 195.7 км
- Линия Такетойо: Обу — Такетойо, 19.3 км
- Южная линия Такаяма: Гифу — Инотани, 189.2 км
- Линия Тайта: Тажими — Мино-Ота, 17.8 км
- Линия Жохоку: Качигава — Биважима, 11.2 км (Поезда обслуживаются Tokai Transport Service Company, не JR Central)
- Восточная линия Кансай: Нагоя — Камейама, 59.9 км
- Восточная линия Кисей: Камейама — Чингу, 180.2 км
- Линия Меишо: Матсусака — Исе-Окитсу, 43.5 км
- Линия Сангу: Таки — Тоба, 29.1 км